# 千解草
千解草（学名：Pygmaeopremna herbacea）为马鞭草科千解草属下的一个种。其种加词“herbacea”意为“草本的”。